# Bambi 2 - Bambi e il Grande Principe della foresta
Bambi 2 - Bambi e il Grande Principe della foresta (Bambi II) è un film d'animazione del 2006 diretto da Brian Pimental. È prodotto dalla Walt Disney Pictures, midquel del Classico Disney Bambi (1942). Il film ha debuttato in Argentina il 26 gennaio 2006, prima di uscire direct-to-video negli Stati Uniti il 7 febbraio. Il film è uscito al cinema in molti paesi tra cui l'Italia, dove è stato distribuito il 3 febbraio 2006. Detiene il record mondiale per il più lungo intervallo tra un film e il suo seguito, essendo uscito 64 anni dopo l'originale.
Il film è un midquel, in quanto la storia si svolge nel mezzo del Bambi originale, con il Grande Principe della foresta che deve prendersi cura di Bambi, ora senza madre.

## Trama
Mentre cerca invano la madre morta, Bambi incontra suo padre, il Grande Principe della foresta. Dopo aver guidato suo figlio al sicuro nella propria tana, il Grande Principe si confida con l'Amico Gufo, ritenendo di non poter occuparsi di lui come genitore per via del suo ruolo e chiedendogli di aiutarlo a trovare una cerva adatta che possa allevare Bambi. Poiché però è ancora inverno e le risorse per le cerve scarseggiano, il gufo propone allora che sia proprio il Grande Principe a crescere Bambi, almeno fino alla primavera. Il cervo acconsente a malincuore, non essendo pienamente convinto dell’idea.
La convivenza non inizia nel migliore dei modi: il Grande Principe è del tutto inesperto riguardo ai bisogni di un cerbiatto per la sua crescita e deve comunque tenere conto dei propri doveri, mentre Bambi vorrebbe seguire il padre per sentieri impervi malgrado non ne sia ancora in grado. Poiché è il Giorno della Marmotta, tradizione annuale che segna la transizione verso la primavera, il cervo suggerisce al figlio di partecipare coi suoi amici Tamburino, Fiore e Faline all’evento. I festeggiamenti vengono però guastati da un cerbiatto arrogante di nome Ronno, che vuole tutta l’attenzione per sé e inizia a vantarsi sul suo presunto coraggio contro i cacciatori per impressionare i presenti, facendo anche il bullo con Bambi, ma in breve tempo sua madre lo richiama per tornare a casa. Man mano, tutti i cuccioli se ne vanno coi genitori, lasciando Bambi, ancora comprensibilmente provato dal recente lutto, ad attendere invano il Grande Principe fino ad addormentarsi: il cerbiatto sogna la madre defunta, per poi essere svegliato da quella che pare la sua voce distante. Bambi finisce per seguirne il suono fino alla prateria, dove in realtà scopre che era un falso richiamo dei cacciatori per attirare i cervi con l’inganno: il cucciolo si pietrifica dal terrore quando una muta di cani gli si lancia contro, ma per fortuna sopraggiunge il Grande Principe, avvertito da uno stormo di corvi del pericolo, che la combatte e la scaccia. Il cervo, tuttavia, è deluso e arrabbiato dal fatto che il figlio si sia lasciato ingannare in quel modo e che sia stato vinto dalla paura al punto di non reagire; Bambi, derelitto, si scusa col padre e finalmente si rende conto che sua madre non tornerà mai più.
Arrivata la primavera, i rapporti tra padre e figlio sono ancora poco saldi, ma Bambi si promette di diventare più coraggioso e rendersi degno agli occhi del Grande Principe; Tamburino e Fiore giurano all’amico di aiutarlo a raggiungere il suo obiettivo, iniziando l’”addestramento”. Ciò, purtroppo, lo porta ad avere uno scontro con un porcospino e poi ad essere inseguito da un furibondo Ronno dopo un alterco, da cui Bambi cerca di scappare saltando su un ampio dirupo erboso; suo padre, per fortuna, lo vede e per la prima volta si congratula con lui per la sua prestanza atletica nonostante sia ancora un cerbiatto.
Incoraggiato dal complimento, Bambi e suo padre iniziano a trascorrere sempre più tempo insieme, costruendo uno splendido e forte legame familiare che mancava ad entrambi da troppo tempo, con il Grande Principe che insegna a Bambi alcuni importanti segreti su come muoversi nella foresta; la vicinanza a Bambi, inoltre, permette al Grande Principe di cominciare a divertirsi e rilassarsi di più. Proprio quando tutto sembra finalmente andare per il meglio, però, un giorno l'Amico Gufo presenta a Bambi una cerva di nome Mina, che ha convocato per accudirlo al posto del Grande Principe. Terribilmente deluso dal padre, credendo che in realtà voglia sbarazzarsi di lui, Bambi ci rimane malissimo, ma la decisione è ormai stata presa. Il cucciolo è costretto a salutare i propri amici dato che dovrà trasferirsi più lontano e si separa con dolore dal  padre. Avviatosi per la strada insieme a Mina, però, si imbatte in Ronno, che inizia a deriderlo perfidamente per la sua situazione. Provocato, Bambi ne ha abbastanza e ingaggia una rissa con lui; durante lo scontro, però, a causa di una spinta di Ronno, Mina finisce accidentalmente nella trappola di un cacciatore, catturando l'attenzione dei suoi feroci cani. Mentre Ronno si dà vigliaccamente alla fuga, Bambi decide di attirare i cani verso di sé per salvare Mina, che viene prontamente liberata dalla trappola dal Grande Principe, il quale una volta appreso che il figlio è in pericolo si lancia al suo inseguimento per salvarlo. Inseguito dai cani, Bambi riesce a seminarli e a batterli in astuzia, mettendo in pratica tutti gli insegnamenti che il padre e gli amici gli hanno trasmesso, fino a sconfiggere l’ultimo facendolo cadere da una rupe rocciosa con un calcio. Mentre cerca di ricongiungersi al padre sulla cima, un crollo della parete causa la caduta del cerbiatto, che perde i sensi. Il padre, credendo di aver perso anche il proprio figlio, è distrutto, ma con suo grande sollievo Bambi si risveglia e i due finalmente si riappacificano. 
Qualche tempo dopo, Tamburino condivide la sua versione dell'inseguimento con il resto dei suoi amici e Bambi, le cui corna sono appena cresciute e inizia a manifestare la propria cotta, ricambiata, per Faline. Un ingelosito Ronno appare ancora una volta, ma nel tentativo invano di giurare vendetta verso Bambi viene morso sul naso da una tartaruga che lo fa scappare via umiliato. Bambi va poi ad incontrare il Grande Principe, che gli mostra la radura in cui lui e la madre di Bambi si sono incontrati per la prima volta da giovani, dicendogli che da giovane era molto simile a lui.

## Personaggi
- Bambi: il cerbiatto protagonista del film, qui viene accudito dal padre perché la madre è morta. Di indole avventuriera, amichevole e vivace, dimostrandosi al tempo stesso timido ed impacciato, durante il film cerca di dimostrare a suo padre, al quale lentamente si affeziona, che è coraggioso come lui, riuscirà nel suo intento sconfiggendo un feroce cane da caccia. Alla fine gli spuntano dei mozziconi di palchi che desiderava sin dall'inizio del film. Nella versione originale fu doppiato da Alexander Gould.
- Grande Principe: il cervo più anziano della foresta, protettore di tutti gli animali che ci vivono nonché padre di Bambi. È un cervo molto responsabile, attento e coraggioso, si occupa di allevare Bambi, e durante il film gli insegna più cose su come essere un principe instaurando con lui un forte legame di affetto. In seguito decide di affidarlo alla cerva Mina, ma alla fine decide di riaccoglierlo nuovamente nelle sue cure. Nella versione originale fu doppiato da Patrick Stewart.
- Amico Gufo: un anziano e saggio gufo, grande amico del padre di Bambi. Inizialmente convince quest'ultimo ad allevare Bambi fino a primavera, in seguito troverà Mina per accudire Bambi. Nella versione originale fu doppiato da Keith Ferguson.
- Tamburino: è un coniglietto, migliore amico del cuore di Bambi. Durante il film insegna a Bambi come essere più coraggioso, alla fine del film racconta a tutti gli animali della foresta la storia di coraggio di Bambi. Nella versione originale fu doppiato da Brendon Baerg.
- Fiore: è un cucciolo di moffetta, grande amico di Bambi. Durante la fuga di Bambi dai cani, riesce a farne scappare uno con il suo odore. Nella versione originale fu doppiato da Nicky Jones.
- Faline: la bella cerbiatta grande amica di Bambi, molto legata a lui e sempre pronta ad aiutarlo, e fu doppiata nella versione inglese da Andrea Bowen.
- Ronno: arcinemico di Bambi, è anche lui un cerbiatto. Antipatico, maleducato e dispettoso, prende maleducatamente in giro Bambi e cerca anche di sconfiggerlo in combattimento, ma fallisce sempre; era precedentemente apparso nel primo film come cervo adulto, in cui cercava di rubare Faline a Bambi, ma qui non sembra provare qualcosa verso Faline. Nella versione originale fu doppiato da Anthony Ghannam.
- Sorelle di Tamburino: molto legate al fratello lo seguono dappertutto, tuttavia quest'ultimo non gradisce molto la loro presenza e cerca sempre di evitarle. Nella versione originale furono doppiate rispettivamente da Makenna Cowgill, Emma Rose Lima ed Ariel Winter.
- Marmotta: una marmotta che viene osservata dagli animali della foresta nel Giorno della Marmotta. Nella versione originale fu doppiato dal regista Brian Pimental.
- Porcospino: la prima volta che appare riesce ad avere la meglio su Bambi, ma la seconda volta durante la fuga dai cani è Bambi che lo sconfigge catapultandolo in aria e facendolo finire contro uno dei cani. Anche lui fu doppiato da Pimental nella versione inglese.
- Madre di Bambi: la dolce e amorevole madre di Bambi, uccisa nel film precedente. In questo film compare in un sogno di Bambi dove quest'ultimo, mentre gioca felice nella prateria la ritrova e corre da lei abbracciandola. Nella versione originale fu doppiata da Carolyn Hennesy.
- Mina: una cerva chiamata da Amico Gufo per accudire Bambi e amica d'infanzia della madre del piccolo. Finisce nella trappola di un cacciatore venendo poi salvata da Bambi, alla fine lascia che Bambi ritorni alle cure di suo padre. Nella versione originale fu doppiata da Cree Summer.

## Colonna sonora
La partitura musicale Bambi 2 comprende brani strumentali di Bruce Broughton, e nuove canzoni vocali che in originale sono cantate da diversi noti artisti, tra cui Alison Krauss, Martina McBride e Anthony Callea; nell'edizione italiana spiccano Gabriella Scalise, Laura Bono e soprattutto Renata Fusco. In concomitanza con la distribuzione del DVD del film, la colonna sonora è stata distribuita dalla Walt Disney Records negli Stati Uniti il 7 febbraio 2006, mentre in Italia il 14 aprile. Prodotto da Matt Walker, il CD contiene nove brani del film, oltre a tre tracce da Bambi.

### Tracce
1. Renata Fusco – La natura si risveglia – 2:22
2. Gabriella Scalise – Sempre insieme – 3:51
3. Laura Bono – Il tuo mondo – 3:59
4. Anthony Callea – The Healing of a Heart – 2:45
5. Fiocchi di neve nella foresta – 1:40 (musica: Bruce Broughton)
6. Il sogno di Bambi – 1:28 (musica: Bruce Broughton)
7. Essere coraggioso (parte 1) – 1:23 (musica: Bruce Broughton)
8. Essere coraggioso (parte 2) – 1:14 (musica: Bruce Broughton)
9. Bambi e il Grande Principe – 3:35 (musica: Bruce Broughton)
10. Sing the Day – 1:53
11. L'amore è una canzone – 2:53
12. Pioggerella d'aprile – 3:53
13. Canzoncina di primavera – 1:41

## Distribuzione

### Data di uscita
Le date di uscita internazionali nel corso del 2006 sono state:
- 26 gennaio in Argentina (Bambi 2 - El gran príncipe del bosque)
- 27 gennaio in Polonia (Bambi II)
- 1º febbraio in Francia (Bambi 2 - Le prince de la forêt)
- 2 febbraio in Perù (Bambi 2 - El gran príncipe del bosque)
- 3 febbraio in Ecuador (Bambi 2), Italia, Panama e Spagna (Bambi 2: El príncipe del bosque)
- 9 febbraio in Ungheria (Bambi 2 - Bambi és az erdő hercege)
- 10 febbraio in Islanda (Bambi II)
- 15 febbraio nei Paesi Bassi (Bambi en de prins van het bos)
- 16 febbraio in Portogallo (Bambi 2 - O Grande Príncipe da Floresta) e Slovacchia
- 17 febbraio in Brasile (Bambi 2), Finlandia (Bambi 2), Messico (Bambi II) e Venezuela
- 20 febbraio in Colombia
- 23 febbraio in Grecia (Bambi 2: O pringipas tou dasous)
- 24 febbraio in Danimarca e Svezia (Bambi 2)
- 3 marzo in Turchia (Bambi 2)
- 9 marzo in Repubblica Ceca e Israele (Bambi 2)
- 15 marzo in Romania (Bambi II)
- 24 aprile in Regno Unito (Bambi and the Great Prince of the Forest)
- 27 aprile in Austria e Germania (Bambi 2 - Der Herr der Wälder)
- 26 maggio in Australia (Bambi II)

### Edizione italiana
L'edizione italiana del film è stata curata dalla Disney Character Voices International. Il doppiaggio, eseguito dalla Royfilm, è stato diretto da Leslie La Penna, e i dialoghi sono di Manuela Marianetti. Le canzoni sono state tradotte da Lorena Brancucci e dirette da Ermavilo. Nessuno dei doppiatori delle due edizioni del primo film riprende il proprio ruolo.

### Edizioni home video

#### DVD
Il film fu pubblicato per la prima volta in DVD il 17 maggio 2006. La seconda edizione DVD del film è uscita il 2 marzo 2011, insieme alla prima edizione BD. Il film era disponibile anche insieme alla Diamond Edition di Bambi.

#### Blu-ray
La prima edizione BD del film è uscita il 2 marzo 2011. Il film era disponibile anche insieme alla Diamond Edition di Bambi. Nella cover il titolo viene cambiato in Bambi 2. Nel BD sono compresi tutti i contenuti speciali della prima edizione DVD, insieme a due nuovi.

## Accoglienza

### Incassi
Il film ha venduto 2,6 milioni di DVD nella sua prima settimana negli Stati Uniti, e ha incassato nel mondo quasi 35 milioni di dollari.

### Critica
Bambi 2 ha avuto recensioni discordanti ma principalmente negative, e attualmente detiene il 44% di valutazioni positive su Rotten Tomatoes.

## Riconoscimenti
- 2007 – Annie Awards
  - Miglior produzione per l'home entertainment